# Max Jakob Friedländer
Max Jakob Friedländer (Berlin, 1867. június 5. – Amszterdam, 1958. október 11.) német művészettörténész, a németalföldi festészet egyik legkiválóbb ismerője.

## Élete, munkássága
Gazdag zsidó bankár és kereskedő családban született, de nagyon szeretett tanulni és érdeklődött a galériák, a múzeumok tevékenysége iránt. Művészettörténeti tanulmányokat folytatott Münchenben, Firenzében és Lipcsében. Doktori disszertációját Albrecht Altdorfer művészetéről írta. Szaktudása alkalmassá tette arra, hogy közszolgálati pályára lépjen, a kölni múzeumban dolgozott, majd 1896-tól a berlini Művészeti Galériában.
1907 és 1933 között a berlini múzeumok igazgatója volt, 1938-tól Amszterdamba emigrált a faji üldöztetés miatt. A második világháború alatt Amszterdamban is utolérte a faji üldöztetés, személy szerint Hermann Göring mentette meg a híres műértőt attól, hogy az auschwitzi megsemmisítő táborba hurcolják, ennek fejében részt vállalt a „német nemzeti” műértői feladatokban, személy szerint Göring számára is.

## Jelentősége
A németalföldi festészet egyik legalaposabb ismerője, a régi németalföldi festészetet 14 kötetben foglalta össze (Altniederländische Malerei, 1934-1937). Alaposak a német reneszánsz festészettel és grafikával foglalkozó kötetei is. Múzeumi gyűjtő és szervező munkája jelentős volt 1933-ig Berlinben, nem egyszerűen akadémikus műértő volt, eligazodott a modern stílusirányzatok világában is.

## Díjak, elismerések
- 1953-ban művészettörténeti munkásságának elismeréseképpen kitüntették a Német Szövetségi Köztársaság érdemérmével (Verdienstorden der Bundesrepublik Deutschland)